# 岡本晃 (CGデザイナー)
岡本 晃（おかもと あきら）は、日本のCGデザイナー。
兵庫県明石市生まれ兵庫県神戸市出身。
「シゴセンオー（あかし時のまち大使）」の作者である。

## 主な作品

### 映画
- 『ゴジラ FINAL WARS』(2004年) -CGデザイナー
- 『男たちの大和/YAMATO』(2005年）-CGデザイナー
- 『GUNDAM EVOLVE../11』(2005年) -CGデザイナー
- 『俺は、君のためにこそ死ににいく』 (2007年) -CGデザイナー
- 『銀河鉄道999 星空はタイムマシーン 恐竜絶滅編（IMAX)』(2007年) -CGデザイナー
- 『劇場版 仮面ライダー電王&キバ クライマックス刑事』(2008年) -CGディレクター
- 『劇場版 仮面ライダーキバ 魔界城の王』(2008年) -CGディレクター
- 『大決戦!超ウルトラ8兄弟』(2008年) -CGデザイナー
- 『ハッピーフライト』(2008年) -CGデザイナー
- 『仮面ライダー×仮面ライダー W&ディケイド MOVIE大戦2010』(2009年) -CGディレクター
- 『大怪獣バトル ウルトラ銀河伝説 THE MOVIE』(2009年) -CGディレクター
- 『劇場版 怪談レストラン』(2010年) -リード・デジタルアーティスト
- 『海賊戦隊ゴーカイジャー THE MOVIE 空飛ぶ幽霊船』(2011年) -CGディレクター
- 『仮面ライダー×スーパー戦隊 スーパーヒーロー大戦』(2012年) -CGディレクター
- 『仮面ライダー×スーパー戦隊×宇宙刑事 スーパーヒーロー大戦Z』(2013年) -CGディレクター
- 『幕末高校生』(2014) -VFXディレクター
- 『劇場版 仮面ライダードライブ サプライズ・フューチャー』(2015年) -CGディレクター
- 『仮面ライダー平成ジェネレーションズ Dr.パックマン対エグゼイド&ゴーストwithレジェンドライダー』(2016年) -CGディレクター
- 『仮面ライダー×スーパー戦隊 超スーパーヒーロー大戦』(2017年) -CGディレクター
- 『劇場版 仮面ライダーエグゼイド トゥルー・エンディング』(2017年) -CGディレクター
- 『劇場版　仮面ライダービルド Be The One』(2018年) -CGディレクター
- 『快盗戦隊ルパンレンジャーVS警察戦隊パトレンジャー』(2018年) -CGディレクター
- 『北の桜守』(2018年) -CGデザイナー
- 『仮面ライダー 令和 ザ・ファースト・ジェネレーション』(2019年）-CGディレクター
- 『いのちの停車場』(2020) -チーフコンポジター
- 『仮面ライダー ビヨンド・ジェネレーションズ』（2021年）-CGディレクター
- 『暴太郎戦隊ドンブラザーズ』(2022年) -CGディレクター